# Quinto di Treviso
Quinto di Treviso es una localidad y comune italiana de la provincia de Treviso, región de Véneto, con 9.286 habitantes.

## Evolución demográfica
| Gráfica de evolución demográfica de Quinto di Treviso entre 1861 y 2001 |
|                                                                         |
| Fuente ISTAT - elaboración gráfica de Wikipedia                         |